# 佐野陣屋
佐野陣屋（さのじんや）は、下野国安蘇郡植野村（栃木県佐野市植下町）にあった陣屋。佐野藩堀田家（以下、堀田佐野藩）の藩庁とされた。植野陣屋とも呼ばれる。堀田家は城主格であったために「佐野城」、「堀田佐野城」、「植野城」の名でも呼ばれる。
堀田佐野藩は藩主居所を「佐野」と公称するものの、陣屋所在地の植野村は江戸時代初期に佐野氏が築いた佐野城（春日岡城）の城下町（佐野町）からは1km近く南に離れた郊外に位置する。佐野町は堀田佐野藩の陣屋町（城下町）に由来する町ではない。

## 歴史

### 佐野町と植野村
「佐野」はもともと、平安時代の荘園「佐野荘」に由来する広域地名であり、佐野荘の地頭として根を下ろして地域に勢力を張った豪族が佐野氏である。中世以来の佐野氏の流れを汲む佐野藩主・佐野信吉は慶長7年（1602年）に居城を唐沢山城から春日岡城（佐野城）に移し、城下町として「佐野町」を整備したが、1614年に改易された。佐野氏の改易後、城下町としての性格を失った「佐野町」は、天明町と小屋町の2つの町として把握され、日光例幣使街道天明宿が置かれて繁栄する。天明町・小屋町を含む地域は寛永10年（1633年）以後彦根藩領であり、彦根藩は万治2年（1659年）以後堀米町に陣屋（堀米陣屋）を置いて佐野領15か村を統治した。明治初年に天明町・小屋町は佐野町として行政的に統合され、現代の佐野市の中核となる。
本記事の佐野陣屋（植野陣屋）が所在する植野村は、「佐野町」の南約1kmに所在する別個の集落であった。植野村は明治以後も佐野町（のちに佐野市）とは別の自治体として存続しており、植野村が佐野市に編入されるのは1943年（昭和18年）のことである。

### 堀田氏の陣屋
貞享元年（1684年）、堀田正高は父・堀田正俊の遺領から1万石を分知されることとなり、下野国安蘇郡・都賀郡に所領を与えられて「佐野」を居所とした。『角川地名大辞典』によれば、赤坂・田島・植野の3か村が佐野領に組み入れられ、陣屋は植野村に置かれたという。堀田正高は元禄11年（1698年）に近江国堅田藩に移された。堀田佐野城址公園の文化財解説板では、この城（陣屋）は貞享元年（1684年）に正高が築城したものであるが、正高の移封により、陣屋は廃墟化したという。
文政8年（1825年）、堅田藩領のうち近江国高島郡の領地に代わって下野国安蘇郡に所領が与えられた。堀田正敦は父祖ゆかりの「佐野」の地に居所を移した。堀田家は郊外の植野村に「佐野陣屋」を置くこととした。
文政11年（1828年）陣屋を改めて築いた（堀田佐野城址公園の文化財解説板によれば、正高が築いた陣屋を再興したという）。陣屋には堀と土塁がめぐらされ、郭内に御殿・政庁・家老屋敷や蔵、調練場など、郭外に組屋敷や硝煙蔵などが立地していた。佐野町に近接していたために、陣屋周辺が独自の町場として発展することはなく、藩政時代にも「村」と呼ばれており、名主・組頭・百姓代が置かれていた。
なお、堀田氏は江戸時代を通して定府であり、参勤交代を行っていない。1826年以後の堀田家は佐野と堅田に陣屋を置いて所領の支配を行っていた。
正敦より数えて4代の正頌の時に明治維新を迎えた。佐野陣屋は明治2年（1870年）まで存続したというが、廃藩置県とともに廃城となった。

## 遺構
城跡には堀田佐野城址公園が整備され、文化財解説板、「佐野城墟碑」や「佐野城郭図」が設置されている。堀田佐野城址公園の池は、陣屋にあった「御泉水」と呼ばれる泉を保全・継承したものとされる。
なお、遺構として大手門が東光寺（市内寺中）に、裏門が市内赤坂町、中門が市内田島町のそれぞれ民家に移築されている。